# (22359) 1993 FR11
1993 أف أر 11 (ويعرف أيضًا باسم (22359) 1993 أف أر 11 وفق تسمية الكوكب الصغير) (بالإنجليزية: 1993 FR11)‏؛ هو كويكب ضمن حزام الكويكبات.
اكتُشف هذا الجُرم الفلكي بواسطة مسح أوبسالا-إسو للكويكبات والمذنبات ‏ في 17 مارس 1993، وترتيبه 22359 من حيث الاكتشاف.

## الوصف
اكتُشف 223591993FR في 17 مارس 1993 في مرصد لاسيلا، الواقع في صحراء أتاكاما، إقليم كوكيمبو في تشيلي، بواسطة مشروع مسح أوبسالا-إسو للكويكبات والمذنبات ‏ (بالإنجليزية: Uppsala–ESO Survey of Asteroids and Comets)‏ UESAC. وقد رصد المشروع 1,968 مشاهدة للكويكب إلى غاية 5 فبراير 2022 بتوقيت منطقة المحيط الهادئ، أي في مدة قدرها 11,993 يومًا (32.9 عام). تستغرق الفترة المدارية للكويكب 1,500 يومًا (4.1 عام).

## الخصائص المدارية
يتميز مدار هذا الكويكب بنصف محور رئيسي يبلغ 2.56 وحدة فلكية، وحضيض قدره 2.14 وحدة فلكية، وانحراف قدره 0.165 وزاوية ميلان 13.8 درجة بالنسبة لمسار الشمس. بسبب هذه الخصائص، أي نصف المحور الرئيسي بين 2 و3.2 وحدة فلكية وحضيض أكبر من 1,666 وحدة فلكية، يُصنف هذا الجُرم الفلكي وفقًا لقاعدة بيانات مختبر الدفع النفاث لأجرام النظام الشمسي الصغيرة كائنًا من حزام الكويكبات الرئيسي.

## الخصائص الفيزيائية
يُقدر القدر المطلق (H) لـ223591993FR بـ14.14 ووضاءته بـ0.600، مما يمكِّن تقدير قطره بـ 3.424كم. استُخلصت هذه النتائج بفضل ملاحظات مستكشف الأشعة تحت الحمراء عريض المجال (WISE)، وهو مرصد فضائي أمريكي وُضع في المدار في عام 2009 ويراقب السماء بأكملها بالأشعة تحت الحمراء، في عام 2011، نُشرت النتائج الأولى المتعلقة بالكويكبات من الحزام الرئيسي.

## وصلات خارجية
- (22359) 1993 FR11 في قاعدة بيانات مختبر الدفع النفاث لأجرام النظام الشمسي الصغيرة

- الاكتشاف · مخطط المدار ·  العناصر المدارية · المعلمات المادية

- (22359) 1993 FR11 على موقع ويكي سكاي: DSS2, SDSS, GALEX, IRAS, Hydrogen α, X-Ray, Astrophoto, Sky Map, Articles and images